# Maria Serra
Maria Serra, (Barcelona, ? – La Línea de la Concepción, 30 de gener de 1990) també coneguda com Maria Serra de Soro, fou una pianista barcelonina. Va ser catedràtica del Conservatori del Liceu i impulsora de diversos projectes musicals al municipi andalús de La Línea de la Concepción.

## Trajectòria professional
Maria Serra va néixer a Barcelona. Va formar-se en Harmonia, Composició i Virtuosisme pianístic al Conservatori del Liceu. Allà va ser guardonada amb el Primer premi amb Medalla de plata en la modalitat de piano i va ser nomenada Catedràtica de la mateixa institució quan tenia 21 anys. També tocava el violí i el saxòfon.
Durant la Segona República va ser becada per la Generalitat de Catalunya per realitzar una gira de concerts de difusió de la música catalana i espanyola arreu d'Europa al costat d'altres artistes. Arran d’això es va establir durant uns mesos a París.
A partir dels anys 40 es va establir a La Línea de Concepción arran d’una gira pel sud d'Espanya, Gibraltar i Marroc al costat del seu marit, el trompetista Francisco Soro. Allà, Maria Serra va dedicar-se a la formació de piano i cant. L’any 1962 va formar el Cuarteto Muñoz Molleda, del qual formava part com a pianista. L’any 1982 va fundar la Coral Campo de Gibraltar. També va fundar la Agrupación Artística Linense juntament amb el seu marit.